# Summi maeroris
Mit der Enzyklika Summi maeroris ruft Papst Pius XII. am 19. Juli 1950 erneut zu öffentlichen Friedensgebeten auf.
Zwei Beweggründe führte Pius XII. in seinem Päpstlichen Rundschreiben an, die ihn veranlasst hätten, erneut zu einem öffentlichen Friedensgebet aufzurufen. Zum ersten sei es das derzeitige Heilige Jahr mit den vielen Besuchern in Rom und zum zweiten mache er sich große Sorge um den gegenwärtigen Zustand der Gesellschaft. Viele würden über den Frieden sprechen und trotzdem würde in einigen Ländern zu Hass und blinder Rivalität ermutigt. Deshalb ermahne er alle Bürger und Regierungen ernsthaft zu einer wahren Eintracht und zum Frieden.
Pius XII. erinnert daran, dass Kriege nur Untergang, Elend und Tod mit sich brächten. Er warnte vor der Aufrüstung, welche durch den Fortschritt der Technologien immer brutaler und grausamer werde, den Schutz der Güter missachte und die Mütter und Kinder hilflos machen würde. Deshalb sei es seine – und die seiner Mitbrüder – pastorale Pflicht, vor diesen Entwicklungen zu warnen und zu öffentlichen Friedensappellen und Gebeten aufzurufen.